# Justyna Krzyzanowska
Justyna Chopin, née Justyna Krzyzanowska (en polonais : Tekla Justyna Krzyżanowska, Justyna z Krzyżanowskich Chopinowa), née en 1782 à Długie (Pologne) et morte en 1861 à Varsovie, est la mère de Frédéric Chopin.

## Biographie
Originaire de la petite noblesse de Cujavie, elle est la fille de Jakub Krzyżanowski (1729-1805), fermier du domaine de Dlugie au moment de la naissance de Justyna, après avoir été intendant du domaine d'Izbica, tous deux appartenant au comte Kacper Skarbek (1763-1823). Elle reçoit une bonne éducation, sait jouer du piano et chanter de sa voix de soprano. 
Vers 1800, intervient la séparation de Kacper Skarbek et de son épouse Ludwika Fengerowa ; celle-ci revend les domaines de Cujavie pour éponger les dettes de son époux, parti à l'étranger, et avec le reliquat achète un domaine plus près de Varsovie, Żelazowa Wola. On ne sait pas si Justyna habite à Zelazowa Wola dès cette époque ou seulement après la mort de son père. Justyna tient un rôle d'intendante de la maison, surveillant les domestiques, et de dame de compagnie. Là, elle rencontre le précepteur des enfants de la comtesse (notamment Frédéric Skarbek), Nicolas Chopin, engagé en 1802. Nicolas et Justyna se marient en juin 1806. Dès lors, ils vivent non plus dans le manoir de la comtesse, mais dans une petite maison à côté (devenue musée : Dom Urodzenia Fryderyka Chopina), l'accompagnant toutefois lorsqu'elle se rend à Varsovie.
À cette époque, depuis 1795, toute cette région se trouve dans la zone annexée par la Prusse lors du troisième partage de la Pologne, formant la province de Prusse-Méridionale. Mais, fin 1806, après la victoire d'Iéna, c'est l'arrivée des troupes françaises et en juillet 1807, la création par Napoléon du duché de Varsovie à partir de cette province prussienne.  
En 1807, naît (à Varsovie) un premier enfant, Louise (Ludwika), un second début 1810 : Frédéric François. Les Chopin quittent Zelazowa Wola en octobre 1810, Nicolas devenant professeur au Lycée de Varsovie. Deux autres filles naissent : Isabelle (1811) et Emilie (1812). Les enfants Chopin reçoivent une bonne éducation, d'autant que Justyna tient pendant quelques années une pension pour jeunes nobles, parmi lesquels Frédéric trouve des amis (notamment les frères Wodzinski) tandis que son époux devient professeur titulaire au Lycée, puis professeur à l'École du Génie, dans un royaume de Pologne désormais sous la domination de la Russie.
La vie de Justyna est marquée par les deuils : après Émilie, morte de la tuberculose en 1827, Nicolas, retraité en 1837, décède en 1844, Frédéric en 1849 et Louise en 1855. Seule Isabelle survit à sa mère, jusqu'en 1881. 
Frédéric n'étant jamais revenu en Pologne après son départ pour Vienne en novembre 1830, Justyna (ainsi que Nicolas) ne l'a revu qu'une fois, en août 1835, lors d'un séjour dans la ville d'eaux de Carlsbad, alors dans l'empire d'Autriche (actuelle Karlovy Vary, en République tchèque).